# 1179
Évszázadok: 11. század – 12. század – 13. század
Évtizedek: 1120-as évek – 1130-as évek – 1140-es évek – 1150-es évek – 1160-as évek – 1170-es évek – 1180-as évek – 1190-es évek – 1200-as évek – 1210-es évek – 1220-as évek
Évek: 1174 – 1175 – 1176 – 1177 –  1178 – 1179 – 1180 – 1181 – 1182 – 1183 – 1184

## Események

### Határozott dátumú események
- március 5–19 – A harmadik lateráni zsinat kiközösíti a a katharokat és elítéli a valdensek tanításait.[1]
- július 24. – I. (Barbarossa) Frigyes és III. Sándor pápa megkötik a velencei békét.[2]
- szeptember 29. – A III. Sándor pápa ellenzékéhez tartozó csoport pápává választja Lando di Sezze bíborost. (III. Sándor pápasága idején a négy ellenpápa közül az utolsó.)[3]

### Határozatlan dátumú események
- az év folyamán –
  - III. Sándor pápa legitim portugál királyként ismeri el I. Alfonzot.[4]
  - II. Fülöp Ágostot francia királlyá koronázzák.
  - Lukács esztergomi érsek kiközösíti András kalocsai érseket.[5]
  - Az egresi ciszterci monostor alapítása.[6]

## Születések
- Jakut al-Hamawi, arab földrajztudós
- Salzai Hermann, a Német Lovagrend nagymestere

## Halálozások
- szeptember 17. – Bingeni Boldog Hildegárd német szerzetesnővér, író és zeneszerző